# Louis de Bonald
Louis Gabriel Ambroise de Bonald, född 2 oktober 1754 på Le Monna, nära Millau i Aveyron, död där 23 november 1840, var en fransk kontrarevolutionär filosof och politiker, ledamot av Franska akademien. Bonald företrädde konservativa tankeströmningar.

## Biografi
Eftersom han inte kunde fördraga Franska revolutionens principer, emigrerade han 1791, gick med i armén som leddes av prinsen av Condé och slog sig strax därefter ned i Heidelberg. Där skrev han sitt första betydelsefulla arbete, det mycket konservativa Theorie du pouvoir politique et religieux (3 band, 1796; ny upplaga, Paris, 1854, 2 band), vilken förbjöds av Direktoriet.
Återkommen till Frankrike fick han erfara att han misstänkliggjordes, varför han tvingades leva tillbakadraget. År 1806 har det sagts att han tillhörde redaktionen vid Mercure de France tillsammans med Chateaubriand och Fievee, och två år senare utnämndes han till kansler av Imperiets universitet, som han ofta hade angripit i sina skrifter. Efter Bourbonska restaurationen blev han medlem av rådet för offentlig styrning, och mellan 1815 och 1825 var han ställföreträdande parlamentsledamot i kammaren. Hans anföranden var mycket konservativa och han förespråkade litterär censur. 
År 1822 utsågs han till inrikesminister och översåg censurkommissionen. Året därefter upphöjdes han till den titulerade adeln, men förlorade värdigheten senare eftersom han vägrade avlägga eden 1830. Från 1816 var han ledamot av Franska akademien. Han gjorde inga offentliga framträdanden efter 1830, utan drog sig tillbaka på sin egendom vid Le Monna, där han avled.
Han hade fyra söner, av vilka två, Victor de Bonald och Louis Jacques Maurice de Bonald, utmärkte sig.

## Filosofi
Bonald var en av de ledande företrädarna för den teokratiska eller traditionalistiska skolan, som inbegrep de Maistre, Lamennais, Ballanche och d'Eckstein. Hans författarskap utgörs huvudsakligen av samhällsfilosofi och politisk filosofi, och grundas ytterst på principen om det gudomliga ursprunget till språket. Med hans egna ord: ”L'homme pense sa parole avant de parler sa pensee”; det ursprungliga språket innehöll essensen av all sanning. Från denna utgångspunkt härleder han Guds existens, den gudomliga uppenbarelsen och därav den suveräna auktoriteten av Bibeln samt kyrkans ofelbarhet.
Emedan denna tanke är grunden till alla teorier han framför, finns ständigt återkommande tillämpningar av den i hans skrifter. Alla relationer uttrycks i triaden orsak, medel och verkan, som han ser upprepade i naturen. Därmed uppfattar han universums orsak som skaparen, skapelsen som medlet, och kropparna som resultatet; för statens del är makten orsaken, ministären medlen och undersåtarna effekten; i familjen ser han samma relation i form av fadern, modern och barnet. Dessa tre begrepp har specifika relationer till varandra; det första är till det andra som det andra är till det tredje. Därav följer, vad gäller den religiösa triaden, att Gud förhåller sig till Gudsmänniskan som Gudsmänniskan till människan. På den grundvalen skapade han ett system av politisk absolutism.
Bonalds litterära stil är förfinad, visserligen ornamenterad, men samtidigt ren och levande. Bland hans verk har en del idéer överlevt, men hans främsta styrka ligger i vigören och uppriktigheten i hans påståenden snarare än i logiken i resonemanget. Under senare tid har dock ett förnyat intresse för Bonald märkts.

## Sekundärlitteratur

### Böcker
- David Klinck: The French Counterrevolutionary Theorist, Louis De Bonald (1754-1840) (Studies in Modern European History, Vol 18), 1996.
- Gabriele Lorenz: De Bonald als Repräsentant der gegenrevolutionaren Theoriebildung: Eine Untersuchung zur Systematik und Wirkungsgeschichte (European university studies. Series XIII, French language and literature), 1997.
- Mary Hall Quinlan: The Historical Thought of Vicomte de Bonald, 1953.

### Artiklar
- David Klinck: "Louis de Bonald: The Foreshadowing of the Integral Nationalism of Charles Maurras and the Action Française in the Thought of the French Counterrevolution", i History of European Ideas vol. 15 1-3/1992 s. 327 -332.
- Jay Reedy: "Art For Society's Sake - Louis de Bonald, Sociology of Aestathetics and Theocratic Ideology", i Proceedings of the American Philosophical Society vol. 130 1/1986, s. 101 -129.
- Jay Reedy: "The Traditionalist Critique of Individualism in Post-Revolutionary France: The Case of Louis de Bonald" i History of Political Thought vol. 16 1/1995.
- Jay Reedy: "From Enlightenment to Counter-Enlightenment Semiotics: Authoritative Discourse and the Reactionary Social Science of Louis de Bonald", i Historical Reflections vol. 26 1/2000, s. 59 -91.
- Jay Reedy: "Language, Counter-Revolution and the 'Two Cultures': Louis de Bonald's Traditionalist Scientism", i Journal of the History of Ideas vol. 44 1983, s. 579ff.